# ОШ „Козарска дјеца” Градишка
ОШ „Козарска дјеца” је једна од основних школа на подручју града Градишке. Налази се у улици Српски бедем 95/17 у Градишци. 

## Историјат
Од септембра 1952. у Градишци су, у приватним кућама, радиле четворогодишње школе "Обрадовац" и "Чатрња". Школа "Обрадовац" је 1960. постала матична петогодишња школа, у чији састав су ушле четворогодишње школе у селима: Бистрица, Буквик, Врбашка, Јелићи, Церовљани и Чатрња. Од септембра 1971. наставила је да ради у новој школској згради као осмогодишња школа, под називом ОШ "Атиф Топић". Те године похађала су је 1.194 ученика, од чега их је 505 било у подручним школама. Оснивањем Центра за основно образовање и васпитање 1975. у Градишци, ОШ "Атиф Топић" остала је без подручних одјељења. Она су припојена ОШ "Лепа Радић" из Врбашке. Од школске 1981/1982. школа у Врбашкој радила је као подручна осмогодишња у саставу ОШ "Атиф Топић". Школске 1991/92. године ОШ "Атиф Топић" похађало је 1.055 ученика. Била је без ранијих подручних одјељења, али јој је припојена нова подручна
осмогодишња школа "Авдо Ћук" из Орахове (основана 1893, прерасла у осмогодишњу 1964; од 2001. ради као петогодишња). Септембра 1992. школа у Градишци добила је име ОШ "Козарска дјеца". Усљед учесталих гранатирања из Хрватске, повремено је прекидала рад школске 1991/92. и почетком школске 1995/96. године. Школу "Козарска дјеца" су 2007/2008. похађала 474 ученика, а 2015/2016. имала је 308 ученика, 33 наставника и по једног вјероучитеља православне и исламске вјеронауке. Школа има библиотеку, са око 23.000 књига, и спортске терене. Раније су у саставу централне школе радила подручна одјељења у селима Бистрица, Буквик и Врбашка (раде у саставу школе у Горњим Подградцима), као и Јелићи и Требовљани (угашене).